# Will Grier
Will Grier (Davidson, Carolina del Norte, 3 de abril de 1995) es un jugador profesional estadounidense de fútbol americano que se desempeña en la posición de quarterback en Philadelphia Eagles, equipo de la National Football League (NFL).

## Carrera
Fue seleccionado en la tercera ronda en la Reunión Anual de Selección de Jugadores de la NFL de 2019. Hizo su debut profesional con el equipo Carolina Panthers, en el cual jugó dos temporadas (2019-2020, 2021-2022), después pasó a Dallas Cowboys (2022-2024), posteriormente a Philadelphia Eagles.